# Герман Райт
Ге́рман Райт (англ. Herman Wright, повне ім'я Ге́рман О́стін Райт, англ. Herman Austin Wright; 20 червня 1932, Детройт, Мічиган — 25 червня 1997, Нью-Йорк) — американський джазовий контрабасист.

## Біографія
Народився 20 червня 1932 року в Детройті, штат Мічиган. Почав грати на барабанах, коли навчався в середній школі Грейсел; переключився на контрабас, коли вчився у технічній середній школі Кесс.
Грав у Детройті з Юсефом Латіфом, Террі Поллард, Террі Гіббсом. У 1960 році переїхав в Нью-Йорк, де працював з Дороті Ешбі, Дугом Воткінсом, Кларком Террі, Латіфом, Сонні Роллінсом, Каунтом Бейсі, Джорджем Ширінгом, Елом Греєм, Біллі Мітчеллом та Арчі Шеппом. 
Через проблеми зі здоров'ям залишив музикую. Повернувся у 1992 році, коли часто брав участь понеділкових джем-сесіях за підтримки Джазового фонду Америки в клубі Local 802's Club Room.
Загинув 25 червня 1997 року в Нью-Йорку.